# Итальянско-мексиканские отношения
Итальянско-мексиканские отношения — двусторонние дипломатические отношения между Италией и Мексикой. Оба государства являются членами Большой двадцатки, Организации экономического сотрудничества и развития и Организации Объединённых Наций.

## История
В 1869 году состоялся первый контакт между странами, когда Италия выразила желание открыть консульство в Мексике, незадолго до окончания процесса объединения в 1870 году. В декабре 1872 года было открыто консульство Италии в Мексике, однако дипломатические отношения страны установили только 15 декабря 1874 года. В 1875 году Мексика открыла дипломатическое представительство в Риме.
Во время Первой мировой войны (1914—1918) Мексика оставалась нейтральной, так как в стране шла Мексиканская революция, но при этом закрыла своё дипломатическое представительство в Риме. В 1922 году представительство Мексики в Риме возобновило работу. В 1930-х годах дипломатические отношения между странами начали ухудшаться, когда председатель Совета министров Италии Бенито Муссолини принял решение начать Вторую итало-эфиопскую войну (1935—1936), что привел к аннексированию территории Эфиопии. Мексика была одной из немногих стран, которые решительно выступали против оккупации Эфиопии итальянскими войсками. 22 мая 1942 года во время Второй мировой войны (1939—1945) Мексика объявила войну странам «оси» и их союзникам из-за нападений германских подводных лодок на два мексиканских нефтяных танкера в Мексиканском заливе. 1 июня 1946 года итальянско-мексиканские отношения были возобновлены, а 10 февраля 1947 года страны подписали Мирный договор.
В 1974 году президент Мексики Луис Эчеверриа стал первым главой государства, посетившим Италию. В 1981 году президент Италии Алессандро Пертини впервые в истории осуществил государственный визит в Мексику. В 2014 году Мексиканское агентство международного сотрудничества в целях развития (AMEXCID) и министерство иностранных дел и международного сотрудничества Италии договорились о финансировании и координации действий в 12 исследовательских проектах в стратегических секторах, таких как точные науки, биомедицинские науки, окружающая среда и энергетика, сельское хозяйство, аэрокосмические технологии и т. д..

## Торговля
В 1997 году Мексика подписала соглашение о свободной торговле с Европейским союзом (в который входит Италия). В 2018 году объём товарооборота между странами составил сумму 8,3 миллиарда долларов США. Экспорт Мексики в Италию: автомобили и нефтепродукты. Италия экспортирует металлопродукцию в Мексику. В настоящее время Италия является девятым крупнейшим торговым партнером Мексики в мире (третьим в Европе после Германии и Испании). Мексика является вторым по величине торговым партнером Италии в Латинской Америке (после Бразилии). Более 400 итальянских транснациональных компаний, таких как: Alfa Romeo, Enel Green Power, Eni, Fiat и Pirelli, представлены в Мексике. Мексиканские международные компании, такие как: Grupo Bimbo и Orbia, работают в Италии.

## Дипломатические представительства
- У Италии есть посольство в Мехико[7].
- У Мексики имеется посольство в Риме[8] и консульство в Милане[9].